# Velîkîi Mîdsk, Kostopil
Velîkîi Mîdsk (în ucraineană Великий Мидськ) este o comună în raionul Kostopil, regiunea Rivne, Ucraina, formată numai din satul de reședință.

## Demografie
Componența lingvistică a comunei Velîkîi Mîdsk
     Ucraineană (99,34%)
     Alte limbi (0,66%)
Conform recensământului din 2001, majoritatea populației comunei Velîkîi Mîdsk era vorbitoare de ucraineană (99,34%), existând în minoritate și vorbitori de alte limbi.